# 幕後代唱
幕後代唱，是一種配音方式，幕前演員假唱，幕後由別人的聲音代唱，同步進行。
幕後代唱原因多種：
- 幕前演員有名氣受歡迎，唱歌未有信心。
- 幕後歌者歌聲優美，或者不想現身幕前表演。

有一些歌唱家入行時，都是由幫人幕後代唱開始。

## 外部連結
- 1983年，鄺美雲替張曼玉幕後代唱，被寶麗金發崛，簽約旗下做歌手 （页面存档备份，存于）
- 代唱天后 （页面存档备份，存于） - 靜婷